# Praktischer Ratgeber
Der Praktische Ratgeber war eine österreichische Monatszeitung. Sie erschien monatlich von 1929 bis 1933 in Innsbruck in deutscher Sprache. Verlegt wurde der Praktische Ratgeber von der Firma Keramik Pauil Stadler u. Co in Innsbruck. Mit der Redaktion war Franz Vollgruber betraut. Gedruckt wurde die Zeitung von der Firma Tyrolia in Innsbruck. Der Titelzusatz des Praktischen Ratgebers lautete Monatsschrift für Heim und Herd., wodurch der Fokus der Zeitung klar definiert wurde.